# 布格利夫卡河
布格利夫卡河（烏克蘭語：Буглівка）是烏克蘭的河流，位於該國西部赫梅利尼茨基州，屬於日拉克河的支流，發源自布赫利夫以南，流經克列梅涅茨區，河道全長23公里，流域面積179平方公里，